# Fernando Pedreira
Fernando Pedreira (Rio de Janeiro, 3 de março de 1926 - Petrópolis, 21 de abril de 2020) foi um jornalista e escritor brasileiro, que entre 1995 e 1999, exerceu cargo diplomático por nomeação política.

## Biografia
Frequentou o curso de Direito da Faculdade Nacional de Direito (atual Universidade Federal do Rio de Janeiro), porém abandonou o curso no último ano. Foi membro do Partido Comunista Brasileiro (PCB), porém rompeu com os ideais comunistas em 1956, após a Revolução Húngara ter sido suprimido pela União Soviética. Foi militante da União Nacional dos Estudantes (UNE) entre as décadas de 1940 e 1950 junto com Roberto Herbster Gusmão.
Iniciou sua carreira no jornalismo no jornal Diário de S. Paulo, onde depois transferiu-se para o Ultima Hora. Estava em Brasília, no dia do golpe militar. Em 1965 estudou como intercambista na Universidade de Columbia nos Estados Unidos.
Entre os anos de 1971 e 1977 foi diretor-geral do jornal paulista O Estado de S. Paulo. Boa parte de sua gestão em frente a gestão foi marcada pela censura imposta pela Ditadura militar brasileira. Como protesto, no lugar das partes censuradas do jornal colocava grandes trechos de Os Lusíadas de Luís de Camões para o público perceber que o jornal foi mutilado. Sempre posicionou-se contra a prisão dos jornalistas presos pelo regime.
Em 1977, decidiu voltar ao Rio de Janeiro e para isso demitiu-se do Estadão. Após, sua volta para o Rio, trabalhou como diretor do Jornal do Brasil. Trabalhou também para a Veja e para O Globo.
Em 1995, a convite do então presidente Fernando Henrique Cardoso, assumiu o cargo de Representante Permanente do Brasil junto à Organização das Nações Unidas para a Educação, a Ciência e a Cultura (Unesco), em Paris. Permaneceu ao cargo até 1999.
Em 2016, lançou seu livro de memórias, intitulado "Entre a lagoa e o mar" lançado pela editora Bem-Te-Vi.

## Vida pessoal
Foi casado com Monique Duvernoy por 48 anos, o casal não teve filhos.

## Morte
Segundo sua esposa, Fernando "estava debilitado, já não escrevia havia tempos, mas permanecia muito consciente”. Fugindo a pandemia de Covid-19, o casal optou por distanciar-se da capital carioca foram para o interior do estado, Petrópolis. No dia 21 de abril, por volta das 17:30 da tarde, Pedreira morreu por falência múltipla dos órgãos. O corpo do jornalista foi cremado no dia 25 de abril no Rio de Janeiro.

## Obra
- América, Mito e Violência (1968);[19]
- A Liberdade e a Ostra (1976);[20]
- Impávido Colosso (1982);[21]
- O Quebra-Cabeças (1998);[22]
- Um Cavalo de Chinelos (1999);[23]
- Summa cum laude: um ensaio sobre o sentido do século (1999);[24]
- Entre a Lagoa e o Mar (2016);[14][25]